# Paudorf
Paudorf est une commune autrichienne du district de Krems, en Basse-Autriche.

## Histoire
Le lieu a donné son nom à l'interstade de Paudorf, une période de réchauffement vers 25 000 av. J.-C. lors de la glaciation de Würm.